# Bilbao Mendi Film Festival
Bilbao Mendi Film Festival és un festival de cinema de muntanya que té lloc cada any a Bilbao la primera quinzena de desembre. Va ser fundat l'any 2007 i té la seu principal al Palau Euskalduna, tot i que també s'exhibeixen moltes pel·lícules al teatre Bilbao Bizkaia Kutxa i als cinemes Golem.